# Roland Schütt
Fritiof Roland Schütt (født 18. april 1913 i Stockholm, død 10. november 2005 i Tyresö) var en svensk forfatter.

## Udvalgte bøger af Roland Schütt[3]
- 1989 – Kådisbellan
- 1992 – Brakskiten